# 奈良電気鉄道デハボ1000形電車

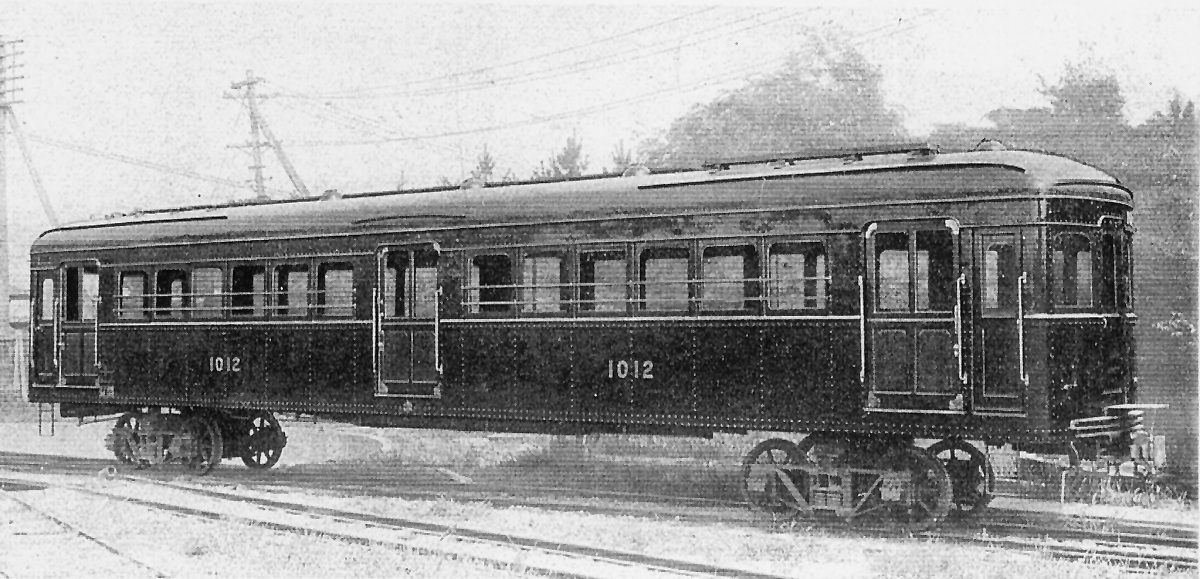
奈良電気鉄道デハボ1000形デハボ1012
メーカーカタログ写真。台車は輸送用の仮台車。

奈良電気鉄道デハボ1000形電車（ならでんきてつどうデハボ1000がたでんしゃ）とは、奈良電気鉄道（奈良電、現：近鉄京都線）が保有した電車の1形式である。

## 概要
1928年11月3日の桃山御陵前 - 大和西大寺間部分開業に備え、同年10月にデハボ1001 - 1024の24両が名古屋の日本車輌製造本店で一挙に製造された。

## 車体
同時代の川崎造船所（現・川崎重工業）製車両の設計を模倣した、車体長16,970mm、全長17,018mm、最大幅2,628mmの半鋼製車体を備える。
これは木造車時代と同様に台枠の側面に柱を組み付けて構体を構築し、各部をリベットで組み立て、さらには強度確保のために台枠中梁を下方に膨らませた魚腹式台枠を採用した、最初期の鋼製車体の典型例であり、17m級の中型車ながらメーカーカタログ記載値で16.2tという非常な重量級設計となっている。
妻面は中央に貫通扉を設置した3枚窓構成である。
通風器はお椀型のものを搭載しており、扇風機は設置されていない。
窓配置はdD(1)5D(1)4(1)Dd（d：乗務員扉、D：客用扉、(1)：戸袋窓、数字：側窓数）として片引戸による客用扉を3箇所に設置し、開業当初は単行運転を主体として計画されたこともあって両端に全室式の運転台を置き、710mm幅で統一された側窓は戸袋窓以外全て1段下降式として2本の保護棒を取り付けている。座席は全てロングシートである。
本形式の特徴は、ギリシアの神殿を思わせる優美な装飾を施した柱頭部に代表される豪奢な造りの木製内装にあり、その凝った装飾は最晩年まで維持された。
また、乗り入れ先である大阪電気軌道奈良線の油阪 - 大軌奈良間に併用軌道区間が存在したため、新造当初は床下両端に大きな排障器（カウキャッチャー）を装着していたのも特徴の一つで、アメリカのインターアーバンを彷彿させるものとなっていた。

## 主要機器
同時期の京阪電気鉄道の車両設計の影響を強く受けており、そのため主要機器は電装品が京阪との資本関係のある東洋電機製造製、台車が住友金属工業製という京阪の標準的な組み合わせを踏襲している。

### 主電動機
端子電圧500V時定格出力75kW、定格回転数757rpmの東洋電機製造TDK-520Sを吊り掛け式で各台車に2基ずつ計4基装架する。歯数比は22:53=2.41である。

### 制御器
東洋電機製造ES-155-A電動カム軸式制御器を搭載する。
これは本形式の設計当時、一方の親会社である京阪電気鉄道が京阪線用電動車に標準採用していた制御器であり、俗に「デッカー・システム(Dick Kerr System)」として知られるイングリッシュ・エレクトリック社製制御器を東洋電機製造でライセンス生産した製品である。
この制御器はノッチ進段後、主電動機に流れる電流が規定値（限流値）まで低下すると、それを検出した限流継電器（リミッタ・リレー）が作用してパイロットモーターに回転を指令、それによって主回路の切り替えを行うカム・スイッチの駆動軸（カム軸）を段階的かつ自動的に回転させる、自動加速制御機構を備えている。

### 集電装置
設計当時の日本において、電化私鉄向けとして広く普及していた東洋電機製造C菱枠パンタグラフを奈良寄りに1基搭載する。

### 台車
ボールドウィンA形の模倣品の一つである、住友製鋼所84A-34-BC3釣り合い梁式台車を装着する。

### ブレーキ
開発元であるウェスティングハウス・エア・ブレーキ純正のM三動弁によるAMM自動空気ブレーキ（Mブレーキ）を搭載する。
M弁は奈良電と同時期に京阪電気鉄道のもう一つの子会社である新京阪鉄道が製造したP-6形に採用された、当時最新のU自在弁によるUブレーキシステムと比較すると一世代古いシステムであるが、Uブレーキと比較して軽量コンパクトな機構を備えており、開業時の1列車の連結車両数が1両あるいは2両、と短編成であった奈良電の輸送実態に適したシステムであった。

## 運用
奈良電の開業以来、1969年9月に実施された京都線の架線電圧の直流600Vから直流1,500Vへの昇圧工事に伴う淘汰まで、約40年にわたり奈良電鉄線→近畿日本鉄道京都線の主力車として重用された。
その間、1950年頃に手動開閉であった客用扉へのドアエンジン設置による自動化が実施された。その後1956年にはトップナンバーであるデハボ1001が廃車となり、デハボ1350形新造に伴う機器供出元となった。このため、1963年10月1日の近畿日本鉄道との合併の際にはデハボ1002 - 1024の23両が承継され、合併に伴う形式称号の変更においてはモ430形431 - 453と改番されている。
近畿日本鉄道への合併後、まずモ448・450（旧デハボ1019・1021）の2両が1968年に廃車となり、その車体が木造電動貨車であったモワ2830形2831・2832へ転用された。
この時点で本形式は21両が残存していたが、製造以来40年が経過し老朽化が進行していたことと主要機器が昇圧に対応できないことから、1500V昇圧圧工事完成の時点で全車廃車の方針となった。
そして予定通り京都線が昇圧された1969年に残存全車が旅客車としての営業運転を終了したが、この昇圧実施に伴って本形式と同様に廃車となった電動貨車の代替として以下の5両が転用・機器流用による車体新造を実施されてその後も存続した。
・モ445（旧デハボ1016）：電動貨車へ格下げられモワ61形61へ改番。

・モ449・451 - 453（旧デハボ1020・1022 - 1024）：新造無蓋電動貨車のモト51形51 - 54へ主要機器と車籍を供出。
これら5両を除くモ431 - 444・446・447（旧デハボ1002 - 1015・1017・1018）の16両はそのまま廃車解体となっている。
この内モワ61については格下げ時に搭載機器の昇圧改造工事が実施されたが、小型車ゆえに床下に搭載し切れなかった1,500V対応機器の一部が車内床上に搭載され側窓がアルミサッシ化されたものの、それ以外の車体外観についてはおおむね原型を保ち続けていた。
その後、同車は電動貨車の形式番号整理で1971年にモワ87形87と改番され、さらに台車と主電動機をそれぞれ600系廃車発生品の住友金属工業KS-33Lと三菱電機MB-213AFに交換したものの、奈良電以来の車体を保ったまま1985年まで西大寺車庫常駐の救援車として在籍した。
最終的にこのモワ87も廃車解体されたため、本形式由来の車体は全て解体処分となった。さらに機器流用車であるモト75形75 - 78も後年になって老朽化で流用機器の換装を実施しているため、本形式に由来する機器・車体は全て現存しない。
ただし、モト51形新造の際に車籍が流用されたことから、書類上はモト75形77・78としてデハボ1023・1024の車籍が今なお存続している。